# Cheikha Rabia
Cheikha Rabia (Relizane; 1944) es una cantante y música argelina de raï nacida en Relizane (cerca de Orán), que inició su carrera musical en la década de 1960.

## Biografía
Nacida en Relizane en 1944, una pequeña localidad cerca de Orán en Argelia, Rabia es la hija de un barbero (veterano de la Primera Guerra Mundial) y una costurera originarios de Kabylie. Cheikha Rabia empezó a cantar a la edad de 11 años especialmente en ceremonias familiares. En Argelia las cantantes femeninas se enfocaban principalmente en presentarse en celebraciones rurales ante audiencias conformadas en su mayoría por mujeres, pues dichas canciones no eran tenidas en cuenta para ser interpretadas en reuniones sociales. Cheikha Remitti fue una de las primeras en cantar en público. "Cheikh", como empezó a ser conocida en el ambiente artístico de la época, acompañaba sus interpretaciones con flautas de bambú. A los catorce años de edad empezó a interesarse por aprender canto de manera profesional, por lo que asistió a varios institutos, muchos de los cuales eran prohibidos aún para las mujeres. El título de Cheikha ("amante de la voz") le fue otorgado cuando tenía 18 años. La vida de Cheikha Rabia, una de las voces más importantes de Argelia repatriada en París, fue adaptada al cine en 2001 por los directores Stéphane Ballouhey y Bertrand Roelandt. Cheikha interpreta el Raï de manera auténtica, con dos flautas tradicionales que le dan un sonido beduino.

### Raï
En la década de 1960 Cheikha empezó a cantar en cabarets de la capital Argel donde se convirtió en un éxito entre la audiencia masculina. En 1977 inmigró a Francia con su esposo y sus ocho hijos y empezó una nueva carrera en París, donde continuó cantando en su estilo raï en clubes de la ciudad. Después de su divorcio empezó a vivir tiempos difíciles económicamente, pues tuvo que dejar de cantar para poder criar a su extensa progenie. Cuando sus hijos crecieron empezó a cantar en pequeños clubes los fines de semana. Después de grabar algunos discos en Argelia, grabó un álbum en 1999 con la reconocida discográfica Virgin Records, seguido por una gira europea.

### Rabia
La idea de fusionar su estilo musical con otros géneros empezó a gestarse en Cheikha. Rabia conoció al productor musical Dinah Douieb en 2005 en un festival llamado "Music Night of Ramadan" en París. Douieb la convenció de darle un giro a su sonido. Cheikha se dio cuenta de que la versatilidad de su voz podría darle una oportunidad de ingresar en el ámbito de la música rock y la electrónica. Firmó un contrato con la discográfica Tiferet en 2006 y grabó un álbum titulado Liberti. En 2012, a los 68 años, Rabia inició la grabación de un nuevo álbum de estudio basada en la música de la banda británica Black Sabbath y en sonidos del hip hop y la música electrónica. Para la grabación del mismo contó con la participación del guitarrista Yan Pechin y del productor Dinah Douieb. El álbum, llamado Rabia, terminó siendo una mezcla de sonidos raï con música electrónica y rock.

## Discografía

### Estudio
- Ana Hak (1999)
- Liberti (2007)
- Rabia (2012)